# Wenn ich eine Million hätte
Wenn ich eine Million hätte ist ein aus acht Einzelepisoden bestehender US-amerikanischer Spielfilm aus dem Jahre 1932. Regie führten Ernst Lubitsch, Norman Taurog, Stephen Roberts, Norman Z. McLeod, James Cruze, William A. Seiter und H. Bruce Humberstone. Als Vorlage diente der 1930 erschienene Roman Windfall: A Novel about Ten Million Dollars von Robert Hardy Andrews.

## Handlung
Der todkranke, exzentrische Millionär und Industrielle John Glidden schenkt acht Menschen jeweils eine Million Dollar, da er nicht seinen undankbaren und nichtsnutzigen Verwandten sein Erbe überlassen möchte. Er will stattdessen lieber erfahren, wie die ihm fremden Beschenkten, deren Namen er auf gut Glück aus dem Telefonbuch herausgesucht hat, reagieren und was sie mit dem Geld anstellen werden. Als er als erstes den Namen John D. Rockefeller, damals (1932) einer der reichsten Männer der Welt, antippt, wird dieser erwartungsgemäß sofort übergangen (Bei der Rahmenhandlung führte Norman Taurog Regie). Nachfolgend werden in Einzelepisoden, die, außer mit der übergeordneten Rahmenhandlung, keinen Zusammenhang besitzen, die Schicksale der Neumillionäre beleuchtet:

### Der Porzellanladen
Henry Peabody ist ein älterer, gesetzter Herr, der mit seinem Leben genauso wenig zufrieden ist wie mit seiner Arbeit. Er hat es vom Buchhalter zum Verkäufer in einem Porzellanladen gebracht. Als seine erwartete „Gehaltserhöhung“ einem Gehaltsabzug gleichkommt, zerschlägt er die zerbrechliche Ladenware. Auch seine nörgelnde Ehefrau daheim ist ihm keine Hilfe. Da kommt Gliddens Scheck in Millionenhöhe gerade recht. Der alte Henry geht noch einmal in das Geschäft zurück und macht sich mit Freude daran, das gesamte Porzellan mit Genuss zu zertrümmern.
Diese Episode wurde von Norman Z. McLeod inszeniert.

### Violet
Für die üblicherweise in einer Bar auf Kunden wartende Prostituierte Violet Smith ändert sich auf einmal alles, als sie den von Glidden ausgestellten Barscheck in der Hand hält. Sie lässt Freier Freier sein und bucht die teuerste Hotelsuite, die sie auf die Schnelle auftreiben kann. Dann schläft sie dort selig ein, ganz allein.
Diese Episode wurde von Stephen Roberts inszeniert.

### Der Fälscher
Eddie Jackson ist ein Ganove, wie er im Buche steht. Als er eines Tages mit einem ungedeckten Scheck Bargeld abgreifen will, kann er gerade noch einmal seiner Verhaftung entgehen. Da er ein langes Sündenregister aufzuweisen hat, wäre die nächste zu erwartende Haftstrafe sicherlich lebenslang. Als er plötzlich Gliddens (gedeckten) Millionenscheck in der Hand hält, ist Eddie zunächst hocherfreut. Bei seinem Vorstrafenregister und seiner Vita als Scheckbetrüger traut er sich nun aber nicht mehr, in eine Bank zu gehen und den Scheck einzulösen. Bald dreht sich in Eddies Kopf alles im Kreis. Mit der Angst, kurz vor seiner Verhaftung zu stehen, muss er die Stadt verlassen und ist doch derart übermüdet, dass ihm selbst dazu die Kraft fehlt. Um wenigstens etwas Schlaf zu bekommen, drückt Eddie einem Sicherheitsmann den Scheck in die Hand und bittet im Gegenzug um eine 10-Cent-Münze, um in der schäbigsten Absteige Ruhe zu finden. Der Unterkunftsbetreiber ruft indes heimlich die Polizei, weil er den neuen Gast für verrückt hält. Dann zündet er sich mit dem als Fälschung geglaubten Millionen-Dollar-Scheck genüsslich eine Zigarre an.
Diese Episode wurde von H. Bruce Humberstone inszeniert.

### Verkehrsrowdys
Die frühere Varietékünstlerin Emily La Rue führt ein zufriedenes Leben, seitdem sie mit ihrem einstigen Bühnenpartner Rollo ein kleines Teehaus betreibt. Einzig an einem fehlt es den beiden, an einem neuen Auto. Und genau das wird heute angeliefert. Kaum eingestiegen, um eine Spritztour zu unternehmen, fährt ein Verkehrsrowdy mitten in das schöne Fahrzeug und schrottet es, als er ein Halteschild übersieht. Zutiefst betrübt, kehrt Emil in ihr Teehaus zurück, wo sie auf den alten Glidden trifft. Der befindet, dass sie eine ideale Empfängerin für sein Geschenkexperiment sei. Emily hat daraufhin eine skurrile Idee. Sie erwirbt nun gleich acht Fahrzeuge, allesamt Gebrauchtwagen, und stellt dafür acht Chauffeure ein. Allesamt fahren gleichzeitig los und bilden auf einer vielbefahrenen Straße eine lange Schlange. Prompt stößt man einmal mehr auf einen rücksichtslosen Verkehrsteilnehmer. Nun ist der Moment der Rache gekommen. Emily und Rollo verfolgen augenblicklich den Verkehrsrowdy und krachen mit ihrem Fahrzeug absichtlich in dessen Wagen. Dann gehen sie in eines der anderen Fahrzeuge und wiederholen diese Aktion, bis keines ihrer Autos mehr heil ist. Am Ende des arbeitsreichen Tages entschließt sich Emily dazu, sich erneut ein Neufahrzeug zu kaufen. Und erneut hat sie Pech: ein Lastwagen schrottet auch diesen Pkw bei einem Auffahrunfall. Aber Emily ist das alles egal; sie sagt zu Rollo, sie hätte einen tollen Tag verbracht.
Diese Episode wurde von Norman Z. McLeod inszeniert.

### Die Todeszelle
In einem Staatsgefängnis wartet John Wallace auf die Vollstreckung seines Todesurteils. Einst hatte er einen schweren Raub begangen und dabei einen Menschen umgebracht. Wallace soll auf den elektrischen Stuhl geschickt werden. Es kommt zu einem tränenreichen Abschied von seiner Frau Mary, dann erhält er unerwarteten Besuch von Mr. Glidden. Dieser will dem wie er selbst todgeweihten Wallace eine Million Dollar schenken. Für John ist dies der letzte Strohhalm, an den er sich klammert. Er glaubt, dass ihn der neue Reichtum irgendwie noch retten könnte, und legt noch einmal Protest gegen die anstehende Hinrichtung ein. Doch es ist zu spät, Wallace wird wenig später exekutiert.
Diese Episode wurde von James Cruze inszeniert.

### Der Angestellte
Phineas V. Lambert ist der ideale Angestellte, wie ihn jeder Chef liebt: Demütig, bescheiden und fast bis zur Unterwürfigkeit hilfsbereit. Als auch er von dem sterbenskranken Glidden eine Million Dollar erhält, versichert sich Lambert erst einmal vorsichtig, dass es sich bei dieser generösen Schenkung um keinen Scherz handelt. Dann flitzt er die Treppen in die Bel Etage, wo der Boss sitzt, vorbei an Büros von Sekretärinnen und deren Assistenten, um schließlich an der Tür des Firmenchefs zu klopfen. Als der Firmenchef ihn hereinruft, macht er blubbernde Lippenbewegungen und die dazugehörenden Geräusche und teilt seinem obersten Vorgesetzten dadurch unmissverständlich mit, was er von ihm und dem ganzen Laden halte: nämlich überhaupt nichts. Zutiefst zufrieden zieht Lambert von dannen.
Diese Episode wurde von Ernst Lubitsch inszeniert.

### Die drei Marine-Infanteristen
Auf der Suche nach einem weiteren zu Beschenkenden stößt Glidden auf den U.S. Marine Steve Gallagher, der gerade mit seinen Kumpels Mulligan und O’Brien im Militärgefängnis einsitzt, weil er seinen Vorgesetzten, einen Sergeant, geschlagen haben soll. Glidden findet, dass Gallagher ideal für sein Experiment ist, doch der kann zunächst nicht so recht an dieses Glück glauben, nimmt er doch an, dass es sich dabei um einen Aprilscherz handele. Nachdem die drei Infanteristen wieder in Freiheit sind, gehen sie erst einmal ordentlich essen. In dem kleinen Imbiss wartet bereits auf sie eine gute Bekannte, die junge Kellnerin Marie. Liebend gern würde jeder der drei die Hübsche auf den Rummel einladen, doch leider ist jeder blank. Jeder? Nun, Gallagher erinnert sich an den Scheck und schickt den Imbissstandbesitzer Zeb, von dem er weiß, dass der kurzsichtig ist, vor und sagt ihm, dass es sich hierbei um einen 10-Dollar-Scheck handele und er ihn doch bitte einmal einlösen solle. Dann gehen er, mit vorgestreckten zehn Dollar in der Hand, und Marie auf den Rummelplatz, doch seine beiden Gefreiten-Kumpels kleben an dem Paar wie zwei Kletten. Dann wird auch noch einer von ihnen, Private Mulligan, in eine handfeste Prügelei verwickelt, in die sich Gallagher und O’Brien prompt einmischen. Das Ende vom Lied: alle drei landen erneut im Militärgefängnis. Die Drei kommen aus dem Staunen nicht heraus, als sie durch ihre Gitterstäbe den schick gekleideten Zeb aus einer Limousine steigen sehen, begleitet von der ebenfalls prächtig ausgestatteten Marie.
Diese Episode wurde von William A. Seiter inszeniert.

### Das Großmütterchen
Großmütterchen Mary Walker ist die letzte Person, die in den Genuss der millionenschweren Wohltat Richard Gliddens kommt. Die unglückliche, vom Leben gezeichnete und enttäuschte alte Dame bewohnt ein Altenheim, das von Mrs. Garvey mit harter Hand geführt wird – ganz zum Missvergnügen von der klugen Mary, die sich gegen die ständigen Bevormundungen so gut wehrt, wie sie eben kann. Mary sieht mit dem erhaltenen Geld ihre letzte Gelegenheit gekommen, noch einmal Dinge zum Besseren zu wenden. Und so hat sie eine famose Idee. Sie bezahlt Mrs. Garvey und die anderen Heimangestellten dafür, sich einfach in die Schaukelstühle zu setzen und nicht weiter zu stören, wenn sie, Mary, und die anderen Heimbewohnerinnen mal so richtig einen draufmachen und auf einer Fete mit den älteren Herren bis zum Morgengrauen durchtanzen. Diese alte Dame, in die das Leben zurückgekehrt zu sein scheint, ist für John Glidden wie ein Jungbrunnen. Er entscheidet sich dafür, den Rest seines Lebens an ihrer Seite zu verbringen.
Diese Episode wurde von Stephen Roberts inszeniert.

## Produktionsnotizen
Der aus acht Episoden bestehende Film feierte am 16. November 1932 in New York City seine Weltpremiere. Die deutsche Erstaufführung von Wenn ich eine Million hätte war am 20. Oktober 1933.
Der spätere Hollywood-Regisseur Edward Dmytryk erhielt hier einen seiner ersten Filmjobs als Schnittassistent.
In den meisten Datenbanken ist der Film mit 88 Minuten Vorführzeit gelistet. Die derzeit verfügbaren Fassungen haben eine Dauer von 86 Minuten (83 Minuten auf PAL-DVD).

## Kritiken
In der New York Times befasste sich Starkritiker Mordaunt Hall mit dem Lubitsch-Film. Dort hieß es am 3. Dezember 1932: „Mit seinen verschiedenen Sequenzen, die von Top-Regisseuren inszeniert wurden, ist "If I Had a Million" eine ungewöhnlich gute Unterhaltung, die mit wahrer Phantasie und Originalität ausgearbeitet wurde. (…) Die Lubitsch-Einlage ist ihr Kapital (…) W. C. Fields und Alison Skipworth haben eine tolle Zeit als sie, nachdem sie die Million erhalten haben, es Verkehrsrowdys einmal so richtig zeigen. Dieser Sketch besitzt den größten Farce-Anteil, und jeder Autofahrer wird ihn mögen. (…) Die meisten dieser Sketche basieren auf Kurzgeschichten-Ideen, und wenn man ein Resümee ziehen soll, dann sind die Abenteuer des Mr. Glidden geschickt umgesetzt worden. Mr. Bennett's Porträtierung Gliddens ist eines talentierten Schauspielers würdig, was schon ein Kompliment ist. Mr. Cooper, Mr. Ruggles, Mr. Fields, Alison Skipworth und May Robson gehören zu denjenigen, die zu den Aktivposten diese hochwillkommenen Films gezählt werden können.“
Halliwell‘s Film Guide charakterisierte den Film wie folgt: „Interessantes, veraltetes, mehrteiliges Comedy-Drama, an das man sich hauptsächlich wegen der kurzen Sequenz erinnert, in der Laughton seinem Chef eine lange Nase macht, und an Fields, der Verkehrsrowdies jagt. Als ein Unterhaltungsstück ist es uneinheitlich, mit Mängeln bezüglich umfassender Stilsicherheit.“
Der Movie & Video Guide schrieb über den Film: „Alle Episoden sind gut, aber die berühmtesten sind Laughtons Schicksalswende und Fields‘ Rache an Verkehrsrowdies.“

„Nicht uninteressant aber, rückschauend betrachtet, zu flickenartig …  der cineastische Haferbrei ist naturgemäß vollgestopft mit einer Vielfalt von Gewürzen.“

Der Evangelische Film-Beobachter zog folgendes Fazit: „Die Freude an manchem köstlichen Gag wird einem verdorben durch die dem Streifen beigemischte verlogene Realistik und Tragik. Nur Museumswert.“